# Jezsuita összeesküvés-elméletek
A jezsuita összeesküvés-elmélet kifejezés olyan összeesküvés-elméletre utal, mely a római katolikus egyházhoz és Vatikánhoz tartozó Jézus Társasága (jezsuiták) papjaival kapcsolatos.

## Történet
A legkorábban feljegyzett jezsuita összeesküvés-elmélet a Monita secretában, egy 17. század elejéről származó iratban található, mely azt állítja, hogy a jezsuiták meg nem engedett módszerekkel próbáltak meg vagyonra szert tenni.

A reformáció – különösen az anglikán reformáció – újabb jezsuiták elleni gyanúsításokat hozott magával, azzal vádolva őket, hogy beszivárogtak a politika különféle területeire és nem-katolikus egyházakba. Angliában komoly büntetést vont maga után, a halálbüntetést is beleértve, a jezsuitákhoz való tartozás. Egy 1689-es munka, a Foxes and Firebrands (Csalók és Gyújtogatók) a (később hamisítóként leleplezett) Robert Ware tollából, azt állította, hogy a jezsuiták titkos esküt tettek, amely így szólt:
Továbbá ígérem és kinyilvánítom, hogy amint alkalom kínálkozik, könyörtelen háborút indítok és viselek, titokban vagy nyíltan, minden eretnek, protestáns és szabadelvű ellen, a nekem adott utasításnak megfelelően, hogy kiirtsam és kipusztítsam őket az egész Föld felszínéről; és hogy nem kímélek senkit korra, nemre vagy állapotra való tekintet nélkül; és hogy felakasztom, megsemmisítem, megfőzöm, megnyúzom, megfojtom és élve eltemetem ezeket az alávaló eretnekeket, asszonyaik hasát és méhét felvágom, csecsemőik fejét falon töröm szét, hogy utálatos fajuk írmagját is elpusztítsam. Ha pediglen ezeket nem lehet nyíltan megtenni, akkor titokban méreggel töltött poharat, fojtó zsinórt, acéltőrt, vagy ólomgolyót használok a személy vagy személyek köztiszteletére, rangjára, méltóságára vagy hatalmára való tekintet nélkül, bármilyen tisztet töltenek be, akár nyíltan, akár titokban, ahogyan arra a Pápa vagy a Szent Testvériség, a Jézus Társaság megbízottjai utasítást adnak nekem. Mindennek megerősítéseként ezennel életemet, lelkemet és minden testi erőmet felkínálom, és a tőrrel melyet most kapok, saját véremmel írom alá nevemet tanúbizonyságul, ha pediglen hamisnak vagy gyengének találtatok elhivatottságomban, hittársaim és a Pápa milíciájának katonái levághatják kezemet és lábamat, torkomat fültől-fülig átvághatják, hasamat felbonthatják, és bensőmet kénnel égethetik, bármilyen büntetést kiróhatnak rám, ami a Földön létezik, lelkemet démonok kínozhatják az örök pokolban!
A jezsuitizmus kifejezést a jezsuiták ellenfelei és ellenségei alkották az ellenreformáció szolgálatában űzött praktikáik jellemzése céljából.
Kínában és Japánban több uralkodó is azzal vádolta a jezsuitákat, hogy birodalmi és törzsi politikát folytatnak, és a Kínában kialakult rítus- és szokás-vitába való belekeveredésük végül arra kényszerítette a Társaságot, hogy mérsékelje tevékenységét a Távol-Keleten.
Más összeesküvés-elméletek és bírálatok a jezsuitáknak az Újvilág gyarmatosításában betöltött szerepével, másrészről viszont a bennszülöttekkel való keveredésükkel állnak összefüggésben, azt állítva, hogy a jezsuiták az általuk létrehozott települések (az úgynevezett redukciók) révén szándékosan járulhattak hozzá a bennszülött népek asszimilálásához.

## A francia forradalom
A janzenizmus kialakulása a 17. századi Franciaországban a jezsuiták és a janzenisták közötti egyházon belüli versengéshez vezetett, és bár a pápaság mellett álló jezsuiták végül győzedelmeskedtek, jó hírnevükkel fizettek érte drága árat a többségében gallikán befolyású francia egyházban.
Számos jezsuitaellenes összeesküvés-elmélet került elő a 18. századi felvilágosodás során egy állítólagos szabadkőművesek és jezsuiták közötti versengés következtében. A jezsuiták elleni elméleti támadásokat a konzervatívok által támogatott szabadkőműves-ellenesség hatékony cáfolatának látták, és ez az ideológiai összeesküvés-minta a francia anti-klerikalizmus fontos összetevőjeként kitartott a 19. század folyamán. Ez mindazonáltal nagyrészt a politikai elitekre korlátozódott, egészen az 1840-es évekig, amikor is olyan történészek írásain keresztül került át a populáris képzeletvilágba, mint a Collège de France "la guerre aux jesuites"-t (jezsuiták elleni háborút) meghirdető professzorai, Jules Michelet és Edgar Quinet, valamint a regényíró Eugène Sue, aki a Le Juif errant (A bolygó zsidó) című sikerkönyvében úgy ábrázolta a jezsuitákat mint egy "minden elérhető eszközzel világuralomra törő titkos társaságot". Sue hősnője, Adrienne de Cardoville, azt mondta, hogy nem tud a jezsuitákra "a sötétség, a mérgezés és undok fekete hüllők önkénytelenül feltörő képzetei nélkül" gondolni.
A korábbról származó jezsuita összeesküvés-elméletek gyakran helyezik a hangsúlyt Adam Weishaupt személyére, aki egy jezsuita iskola kánonjog-professzora volt, majd később megalapította az Illuminátusok Bajorországi Rendjét. Weishauptot azzal vádolták, hogy az Új Világrend titkos vezetője volt és ráadásul maga az ördög. Augustin Barruel, a konzervatív jezsuita történész, hosszan írt Weishauptról, azt állítva, hogy az Illuminátusok voltak a francia forradalomban a jakobinusok titkos támogatói.

Sokan arra a nézetre jutottak, hogy a szabadkőművesek a templomos lovagok egyenesági örökösei, de más összeesküvés-elméletek ezt a szerepet a jezsuitáknak tulajdonítják, megint mások pedig Albert Pike Morals and Dogma (Erkölcsök és dogma) című művének elolvasása után többé-kevésbé mindhármat egy kalap alá veszik:
Ám kivégzése előtt az elítélt rend vezetője megszervezte és intézményesítette azt, amit később okkult, hermetikus vagy skót szabadkőművességnek neveztek. Börtöne homályában a Nagymester négy nagyvárosi páholyt hozott létre, Nápolyban a Kelet, Edinburgh-ban a Nyugat, Stockholmban Észak, és Párizsban a Dél számára. Albert Pike: Morals and Dogma, 820. o.

## Második világháború
A jezsuita összeesküvés-elméletek termékeny talajra hullottak a birodalmi Németországban, ahol a jezsuitaellenesek úgy tekintettek a rendre mint baljós és rendkívül erőteljes szervezetre, amelyet a szigorú belső fegyelem, a módszerek megválasztásában való teljes lelkiismeretlenség, és egy pápaság által uralt egyetemes birodalom megteremtése iránti tántoríthatatlan elkötelezettség jellemez. Friedrich Heyer történész metaforáját a jezsuitizmus kísértetéről [Jesuitengespenst] és más szerzőktől származó hasonló szóképeket idézve, Róisín Healy azt írja: "A jezsuitaellenes értekezések jezsuitája rendelkezett valamivel, amit hátborzongató minőségnek lehet nevezni, ugyanis egyszerre volt emberalatti és emberfeletti. A jezsuiták állítólag olyannyira engedelmesek voltak rendjük iránt, hogy szinte gépekké váltak, és céljaik megvalósítása iránti eltökéltségükben, boszorkányság révén, más emberek számára hozzáférhetetlen hatalmakat használtak fel. A jezsuitáknak az emberi természet ezen határmezsgyéjére való sajátságos elhelyezése nyugtalanította a jezsuitaellenes értekezések íróit és olvasóit. Ebben az értelemben kísértett a jezsuiták szelleme a birodalmi Németországban." Healy megjegyzi, hogy "A jezsuitaellenesekről, miután úgy érezték, hogy a jezsuiták kísértik őket, kiderült, hogy kevésbé racionálisak, mint amilyennek hitték magukat." Beszélyük, "elferdített" valóság-észlelésével, "bizonyos vonatkozásaiban arra emlékeztetett, amit Richard Hofstadter amerikai történész a politikában 'paranoid stílusként' azonosított."
A jezsuitaellenesség fontos szerepet játszott a Kulturkampf-ban, amely az 1892-es évi, Otto von Bismarck által támogatott jezsuita törvényben tetőzött – ez megkövetelte a jezsuitáktól, hogy oszlassák fel rendházaikat Németországban, eltiltotta a tagokat a legtöbb vallási hivatalaik gyakorlásától, és megengedte a hatóságoknak, hogy megtagadják a rend egyes tagjaitól a tartózkodási jogot. A törvény rendelkezései közül néhányat eltávolítottak 1904-ben, de magát a törvényt csak 1917-ben helyezték hatályon kívül.
A Nemzetiszocialista Párt az 1930-as években jezsuita összeesküvés-elméleteket használt fel azzal a céllal, hogy visszaszorítsa a jezsuiták befolyását, akik középiskolákat vezettek és részt vettek az ifjúság foglalkoztatásában. Hubert Hermanns "A jezsuita: hazátlan obskurantista" című propagandaröpirata a jezsuiták "sötét hatalmára" és "rejtélyes szándékaira" figyelmeztetett. A nácik által "nép-kártevőnek" [Volksschädlinge] nyilvánított jezsuitákat üldözték, internálták és néha meg is gyilkolták.
Eric Jon Phelps Vatican Assassins (Vatikáni merénylők) című műve a modern, jezsuitákat bevonó összeesküvés-elméletek nevezetes forrása. Erről azt mondják, hogy azt állítja, Newt Gingrich "a Pápa tizennegyedik alkotmánymódosítás alapján álló, ‘Szent Római’, Kartell-Korporacionista-Fasiszta, Szovjetkommunista Amerikai Birodalma tíz legveszélyesebb jezsuita politikusának egyike", és hogy a jezsuiták szerepet játszottak John F. Kennedy meggyilkolásában. A szkeptikus Bob Blaskiewicz azt is állítja, Phelps azt mondta neki, hogy az állítólagos "Szürke idegenek" nem földönkívüliek, hanem a jezsuita tudomány teremtényei.

## A Titanic elsüllyesztése
A Titanic & Olympic: The Truth Behind the Conspiracy (A Titanic és az Olympic: Az igazság az összeesküvés mögött), című könyvben Bruce Beveridge és Steve Hall történészek különböző összeesküvés-elméleteket cáfolnak a Titanic elsüllyedésével kapcsolatban, köztük egyet, amelyet a "teljesen nevetséges" kategóriába tartozóként írnak le: az elmélet szerint a 20. század elején a jezsuiták feltehetőleg anyagi forrásokat kerestek, hogy finanszírozzák ármányaikat és háborúikat. 1910-ben egy titkos találkozón, amelyet a bankár J. P. Morgan-nél tartottak, hét jelentősebb, jezsuiták által kontrollált vagy velük szövetséges pénzember arra az egyezségre jutott, hogy ki kell zárni a bankvilágból a külső vetélytársakat, és létre kell hozni egy olyan központi bankot, amely mögött az Egyesült Államok kormánya áll, s amely később a Federal Reserve-ként vált ismertté. Ezzel a tervvel azonban bizonyos befolyásos üzletemberek, mint például Benjamin Guggenheim, Isador Strauss és John Jacob Astor IV szemben álltak. Hogy ezt a három hatalmas "ellenséget" kiiktassák, a jezsuiták meghagyták Morgan-nek, hogy építse meg a Titanicot és rendezze úgy, hogy a nevezettek hajóra szálljanak egy előre megszervezett, végzetes első utazásra.
Az elmélet azt állítja, hogy Edward Smith kapitány egy "világi jezsuita segéd" volt. A "véletlen elsüllyedést" úgy rendezték meg, hogy Smith "jezsuita mesterét", Francis Browne atyát a Titanicra szállították, ő pedig arra utasította Smith-t, hogy a holdvilágtalan éjszakán teljes sebességgel vezesse hajóját át egy jégmezőn, minden jégjelentést figyelmen kívül hagyva – az őrhelyekről származókat is beleértve –, abból a célból, hogy olyan súllyal ütközzenek neki egy jéghegynek, ami elég kárt tesz a hajóban ahhoz, hogy elsüllyedjen, a három üzletember pedig vízbefúljon. Más szóval a Titanic azért lett megépítve, elsüllyesztve, legénysége és az utasok pedig feláldozva, hogy ezt a három embert kiiktassák. Bizonyítékként az összeesküvés-elmélet képviselői azt állítják, hogy a hajó elsüllyedése után a Federal Reserve-vel szembeni minden ellenállás megszűnt. 1913 decemberében állították fel, és nyolc hónappal később a jezsuitáknak megvolt az elegendő pénzalapjuk, hogy beindítsanak egy európai háborút. Beveridge és Hall megjegyzi, hogy az elmélet sohasem szól arról, "miért érezték úgy az összeesküvők 1910-ben, hogy egy hajót elsüllyeszteni gazdaságos módja "ellenségeik" kiiktatásának, vagy miként rendezték el, hogy két évvel később mindhárom áldozat egy bizonyos hajó bizonyos útjára szálljon".

## Lásd még
- Alumbrádók
- Templomosok
- Máltai lovagrend
- Negyedik eskü